# Герб Стародубского района
Герб Староду́бского района является официальным символом муниципального образования Стародубский район Брянской области Российской Федерации.
Герб района утверждён решением районного Совета народных депутатов Стародубского района № 190 от 22 февраля 2011 года.
Герб подлежит внесению в Государственный геральдический регистр Российской Федерации.

## Описание герба
«В серебряном поле чёрный с зелёными листьями на левой стороне старый дуб, сопровождаемый положенной в пояс в оконечности и оплетённой корнями дуба червлёной казачьей шашкой с золотым темляком, а по сторонам — двумя вырастающими с ним от одного корня зелёными пшеничными колосьями».

## Обоснование символики герба

Герб Стародуба на магистратской печати 1696 года

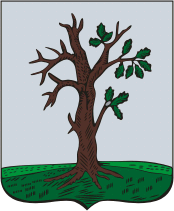
Герб Стародубского полка (1730) и города Стародуба (1782 год)

За основу композиции взят старый дуб — символ долголетия, крепости, силы. Зелёный цвет листьев дуба и пшеничных колосьев символизирует надежду, изобилие, свободу и радость, что приносит району сельское хозяйство, которое аллегорически отражено колосьями.
Казачья шашка символизирует постоянную готовность встать на защиту интересов своей Родины и родного края. Кроме того напоминает о том, что г. Стародуб (центр Стародубского района) в начале восемнадцатого века стал полковым городом и после присоединения Украины вошёл в состав государства Российского как полковой центр. Стародубский полк участвовал во многих сражениях (на гербе это выражено красным цветом сабли, который символизирует храбрость и кровь, пролитую в борьбе) и прекратил свою существование в 1920 году. Но казачье сословие продолжало существовать. Наибольшее число казаков проживало и трудилось в населённых пунктах Стародубского района и даже, не имея своей территориальности, они не теряли своей истории, традиции, духа. Возрождение казачества, воспитанного на товариществе и патриотизме, побудило Стародубцев в 90-е годы XX века создать свой полк. Целью возрождённого казачьего полка стало воспитание новых поколений в духе беззаветной преданности России на примере славных традиций предков.